# Flintia
Flintia es un género de foraminífero bentónico de la familia Spiroloculinidae, de la superfamilia Milioloidea, del suborden Miliolina y del orden Miliolida. Su especie tipo es Spiroloculina robusta. Su rango cronoestratigráfico abarca el Holoceno.

## Discusión
Clasificaciones más modernas consideran Flintia un sinónimo posterior de Spiroloculina.

## Clasificación
Flintia incluye a las siguientes especies:
- Flintia dameryana
- Flintia neobradyana, considerado sinónimo posterior de Triloculina insignis
- Flintia robusta, considerado como Spiroloculina robusta
- Flintia soluta